# Nosy Ve
Pour les articles homonymes, voir Nosy (homonymie).
Nosy Ve  a donné son nom à un récif recouvert d'une caye émergée situé à trois kilomètres et demi au large de la petite station balnéaire malgache d'Anakao, dans la partie septentrionale du littoral mahafaly. En malgache nosy signifie "île", ve (prononcer vé) pourrait être une déformation de be (grand). 

## Géographie
Le récif à caye réniforme de Nosy Ve, orienté SSE-NNW, mesure environ 4,5 km de long sur 1,8 km de large. Il sert de support à une caye émergée de  1 200 m de long sur 500 m de large. Une autre plus petite porte le nom de Napake. 

## Histoire
Comme Saint-Augustin, Nosy Ve a servi, sans doute dès le XVIIe siècle, de refuge à des pirates puis à des commerçants. Cette caye devint plus tard le site de la première administration française de la côte sud-occidentale de Madagascar. Un résident français s'y établit en effet au XIXe siècle à la suite de commerçants français. À défaut d'y vivre confortablement (il n'y a pas d'eau douce et pas de grands arbres; seules des pirogues peuvent y accoster), ceux qui avaient choisi Nosy Ve pouvaient voir venir les pillards et prévenir une éventuelle attaque. En 1895, cette population alla s'établir à Tuléar. 
Aujourd'hui Nosy Ve est laissé aux pêcheurs et aux touristes qui peuvent se faire déposer pour quelques heures sur cette île aérée par le tsiokantimo. Les vestiges de l'établissement français sont rares : un bassin et quelques tombes. 

## Biodiversité
Nosy Ve est un des rares lieux de reproduction du Phaéton à brins rouges (Phaethon rubricauda Boddaert). La végétation est formée de fourré xérophile sur sable corallien. 